# Humbercamps
Humbercamps es una comuna francesa situada en el departamento de Paso de Calais, en la región de Alta Francia.

## Demografía
| 256 | 262 | 240 | 254 | 266 | 251 | 219 |
| Para los censos de 1962 a 1999 la población legal corresponde a la población sin duplicidades (Fuente: INSEE [Consultar]) |     |     |     |     |     |     |